# Tiberius Claudius Soter
Tiberius Claudius Soter war ein römischer Maler der Kaiserzeit (2. Jahrhundert n. Chr.).
Er ist nur durch seine in Rom gefundene, auf zwischen 101 und 200 n. Chr. datierte Grabinschrift bekannt, die ihn als Maler kleiner Quadrigen („pictor quadrigularius“) ausweist.